# 건드리지 좀 마
"건드리지 좀 마"는 1989년에 개봉한 대한민국의 영화이다.

## 캐스팅
- 전혜성
- 임영규
- 김정하
- 서민호
- 최성관
- 문미봉
- 박용팔
- 최성
- 유경애
- 백송
- 황우현
- 이승찬
- 오재현
- 박부양
- 나갑성
- 신동욱
- 정영국
- 김경란
- 박일